# Fine Line (Harry Styles)
Fine Line is het tweede soloalbum van singer-songwriter Harry Styles. Het album kwam uit op 13 december 2019.

## Achtergrond
Op 26 augustus 2019 werd bekendgemaakt dat de zanger Harry Styles bezig was met het afronden van zijn tweede soloalbum. In een interview vertelde Styles dat dit album over "je vrij en verdrietig voelen" gaat. Tijdens het opnemen van het album werd Styles geïnspireerd door Joni Mitchell, David Bowie, en Van Morrison. Styles' ex-vriendin, Camille Rowe, functioneerde als inspiratie voor het schrijven van het album. Een door haar ingesproken voicemail is zelfs te horen aan het einde van het nummer Cherry.
Om het album te vieren, gaf Harry twee concerten om het album te promoten, voor de effectieve tournee. De eerste show werd gegeven op de dag van het uitbrengen van het album in The Forum, te Inglewood. De tweede show vond plaats op 19 december in de Electric Ballroom, te Londen.
In het najaar van 2021 trok Harry door de VS en Canada met zijn Love on Tour. De shows van Europa werden uitgesteld naar de zomer van 2022. Styles kondigde ook al een reeks stadion-shows aan voor 2023, waarin hij ook het nieuwe album Harry's House in de kijker zet.

## Singles
- Lights Up werd uitgebracht als eerste single van het tweede album.[3] Het werd een grote hit in zijn thuisland, maar niet in België en Nederland.
- Adore You kwam uit als tweede single in december 2019.
- Falling werd de derde single en kwam op 7 maart 2020 uit met een bijbehorende videoclip.[4]
- Watermelon Sugar, de vierde single, kwam op 15 mei 2020 uit met een videoclip.
- Golden is de vijfde single, waarvan de videoclip op 26 oktober 2020 is uitgebracht.
- Treat People with Kindness is de zesde single met een videoclip van het nummer, waarin Phoebe Waller-Bridge te zien is, werd uitgebracht op 1 januari 2021.

## Tracklist
| Nr. | Titel                      | Schrijver(s)                                            | Producer(s)                       | Lengte |
| --- | -------------------------- | ------------------------------------------------------- | --------------------------------- | ------ |
| 1   | Golden                     | Harry Styles, Mitch Rowland, Tyler Johnson, Thomas Hull | Johnson, Kid Harpoon              | 3:28   |
| 2   | Watermelon Sugar           | Styles, Rowland, Tyler Johnson, Hull                    | Johnson, Kid Harpoon              | 2:53   |
| 3   | Adore You                  | Styles, Johnson, Hull, Amy Allen                        | Johnson, Kid Harpoon              | 3:27   |
| 4   | Lights Up                  | Styles, Johnson, Hull                                   | Johnson, Kid Harpoon              | 2:52   |
| 5   | Cherry                     | Styles, Hull, Johnson, Sammy Witte, Jeff Bhasker        | Johnson, Kid Harpoon, Sammy Witte | 4:19   |
| 6   | Falling                    | Styles, Hull                                            | Johnson, Kid Harpoon              | 4:00   |
| 7   | To Be So Lonely            | Styles, Hull, Rowland, Johnson                          | Johnson, Kid Harpoon              | 3:12   |
| 8   | She                        | Styles, Bhasker, Mitch Rowland, Hull                    | Johnson, Kid Harpoon              | 6:02   |
| 9   | Sunflower, Vol. 6          | Styles, Greg Kurstin                                    | Kurstin                           | 3:41   |
| 10  | Canyon Moon                | Styles, Rowland, Hull                                   | Kid Harpoon                       | 3:09   |
| 11  | Treat People with Kindness | Styles, Bhasker, Ilsey Juber                            | Bhasker                           | 3:17   |
| 12  | Fine Line                  | Styles, Hull, Rowland, Johnson, Sammy Witte             | Kid Harpoon, Johnson              | 6:17   |